# Edoardo Müller
Edoardo Müller (Trieste, 16 giugno 1938 – Milano, 24 giugno 2016) è stato un direttore d'orchestra e pianista italiano, principalmente noto per le sue interpretazioni delle opere del bel canto. Frequentemente direttore ospite in teatri d'opera a livello internazionale, ebbe una lunga collaborazione con l'Opera di San Diego che durò 31 anni. Era anche un abile pianista che accompagnava diversi grandi cantanti in recital e concerti; tra questi si possono ricordare Carlo Bergonzi, Renato Bruson, Montserrat Caballé, José Carreras, Leyla Gencer, Elena Obraztsova e Renata Tebaldi. Il suo lavoro è conservato su registrazioni incise sulle etichette discografiche Philips, BMG, Bongiovanni e Orfeo. Ha lavorato come direttore per il CD 2009 di Joyce DiDonato Colbran, the Muse: Rossini Opera Arias..

## Biografia
Nato a Trieste, in Italia, Müller iniziò la sua carriera come pianista, prima di diventare assistente direttore di diversi noti direttori; tra cui Karl Böhm, Carlos Kleiber, Claudio Abbado e Francesco Molinari Pradelli. Nel 1973 debuttò come direttore professionista dirigendo un'esecuzione del Mosè in Egitto di Gioachino Rossini al Maggio Musicale Fiorentino. Nel 1980 entrò a far parte dello staff dirigenziale della San Diego Opera, dove il suo primo incarico fu la prima nella West Coast della Giovanna d'Arco di Giuseppe Verdi. Rimase con la compagnia per 31 stagioni; incluso il ruolo di direttore principale della compagnia dal 2005 al 2011.
Nel 1984 Müller fece il suo debutto al Metropolitan Opera House, dirigendo una esecuzione de Il barbiere di Siviglia di Rossini, con Leo Nucci nel ruolo di Figaro e Julia Hamari nel ruolo di Rosina. Ha diretto un totale di 146 spettacoli per il Met per un periodo di 22 anni, tra cui spettacoli de I Puritani, La Cenerentola, La figlia del reggimento, La Traviata, L'elisir d'amore, e Roméo et Juliette. Il suo incarico finale per il Met fu dirigere una produzione della Lucia di Lammermoor con Elizabeth Futral nel ruolo della protagonista nel 2006. Altre compagnie per le quali ha diretto sono state la Bavarian State Opera, la Canadian Opera Company, la Dallas Opera, la Houston Grand Opera, La Fenice, La Scala, il Liceu, l'Opera di Chicago, il Michigan Opera Theatre, l'Opéra de Nice, l'Opera Philadelphia, l'Seattle Opera, il Teatro Colón, il Teatro Comunale di Bologna, il Theatro Municipal in Rio de Janeiro e il Washington National Opera tra gli altri.
Müller ha insegnato alla facoltà dell'American Institute of Musical Studies di Graz, in Austria.